# ماريو كوستاس
ماريو كوستاس (بالإسبانية: Mario Costas)‏ (24 أبريل 1981 بسانتياغو ديل استيرو في الأرجنتين - ) هو لاعب كرة قدم أرجنتيني في مركز الهجوم. لعب مع أمريكا دي كالي وبرسيجا جاكارتا وبي إس إم إس ميدان وجيمناسيا لابلاتا وفيرو كاريل أويستي وPSM Makassar ‏ وPro Duta F.C. ‏ وPersela Lamongan ‏ وديبورتيفو مورون ‏ وEstudiantes de Buenos Aires ‏ وIndependiente Rivadavia ‏ وDeportivo Merlo ‏ وClub Atlético Temperley ‏ ونادي أتلتيكو ألفارادو ونادي لويس أنخيل فيربو وسبورتيفو إيطاليانو ‏.

## وصلات خارجية
- ماريو كوستاس على موقع قاعدة بيانات كرة القدم.إي يو (الإنجليزية)
- ماريو كوستاس على موقع Soccerway.com (الإنجليزية)